# Oliver Seidel

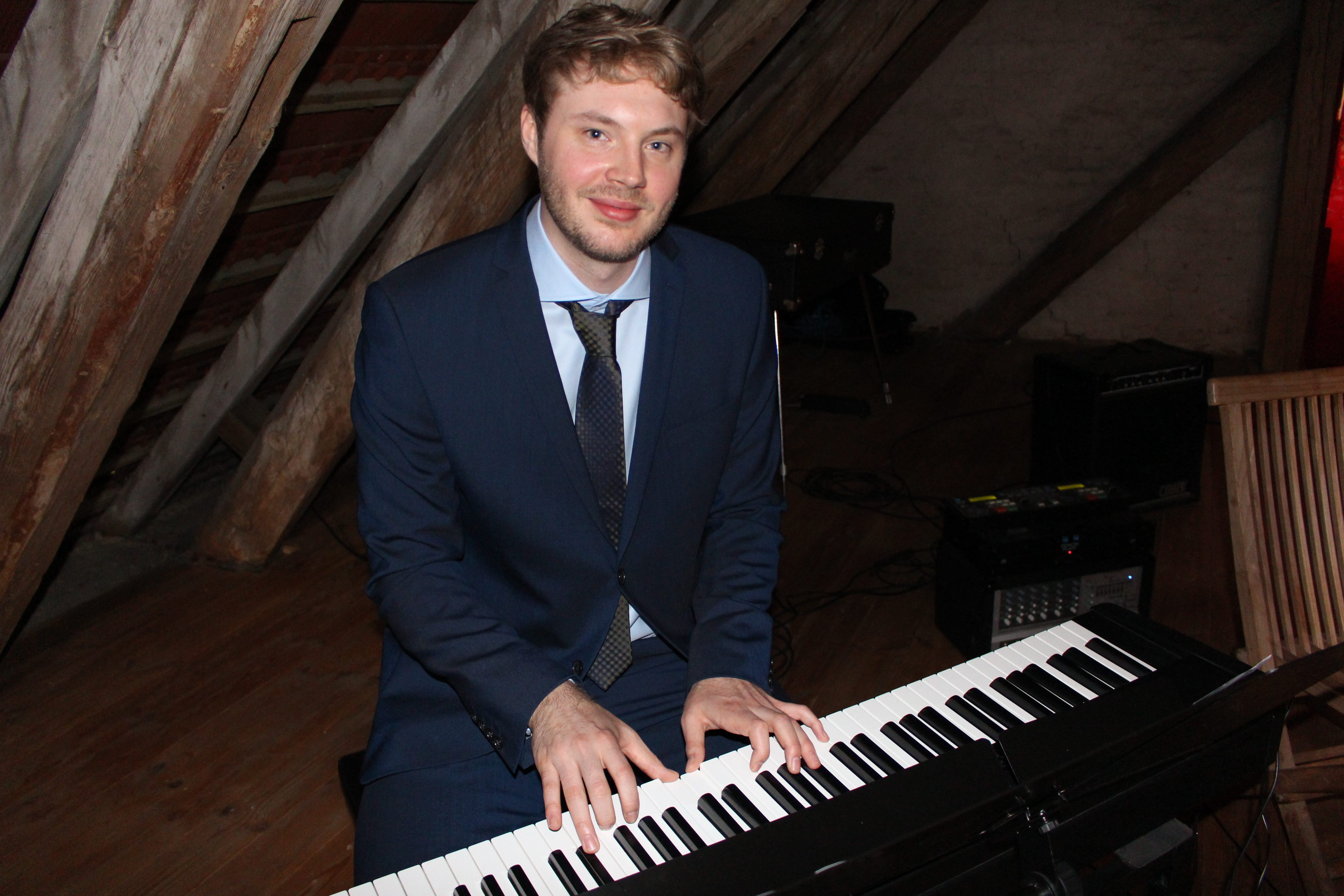
Oliver Seidel, 2015

Oliver Seidel (* 28. September 1987 in Berlin) ist ein deutscher Pianist, Komponist und Beauftragter für Popularmusik der evangelischen Kirche in Berlin-Spandau.

## Leben
Oliver Seidel studierte von 2008 bis 2012 Popular Music an der Hochschule für Musik, Theater und Medien in Hannover. Seit 2010 ist er als freier Mitarbeiter beim Christlichen Sängerbund tätig und dort als Komponist, Arrangeur, Produzent sowie Dozent für unterschiedliche Workshops und Veranstaltungen aktiv. 2011 nahm er am Popkurs der Hochschule für Musik und Theater in Hamburg teil. Seit 2018 ist er als Beauftragter für Popularmusik beim Evangelischen Kirchenkreis Berlin-Spandau tätig. Hier gründete er im März 2019 den „Popchor Spandau“. Im September 2020 startete er seine Lehrtätigkeit im C-Seminar für Popularmusik der  Evangelischen Hochschule für Kirchenmusik in Halle (Saale), die er bis Juli 2022 ausübte. 2021 erhielt er einen Lehrauftrag an der Universität der Künste Berlin im Kirchenmusikalischen C-Seminar der EKBO.

## Kompositionen und Arrangements
- Ninive 136. Verlag Singende Gemeinde, Wuppertal 2012.
- Ninive 139. Verlag Singende Gemeinde, Wuppertal 2012.
- Ninive 142. Verlag Singende Gemeinde, Wuppertal 2013.
- Ninive 143. Verlag Singende Gemeinde, Wuppertal 2013.
- „Komm, heiliger Geist“ – Chorbuch „Immer will ich singen“. Verlag Singende Gemeinde, Wuppertal 2014.
- „O komm, o komm“ – Chorbuch „Sternkind“. Verlag Singende Gemeinde, Wuppertal 2014.
- „Zweifeln und fragen“ – Chorbuch „Sternkind“. Verlag Singende Gemeinde, Wuppertal 2014.
- Ninive 148. Verlag Singende Gemeinde, Wuppertal 2014.
- Ninive 149. Verlag Singende Gemeinde, Wuppertal 2014.
- Singalong 19. Verlag Singende Gemeinde, Wuppertal 2015.
- Ninive 152. Verlag Singende Gemeinde, Wuppertal 2015.
- Ninive 156. Verlag Singende Gemeinde, Wuppertal 2015.
- „Was ich erträume“ – Chorbuch „Lieder zum Glauben“. Verlag Friedrich Bischoff GmbH, Neu-Isenburg 2015.
- Ninive 159. Verlag Singende Gemeinde, Wuppertal 2016.
- Ninive 161. Verlag Singende Gemeinde, Wuppertal 2016.
- Ninive 162. Verlag Singende Gemeinde, Wuppertal 2016.
- Ninive 164. Verlag Singende Gemeinde, Wuppertal 2017.
- Ninive 166. Verlag Singende Gemeinde, Wuppertal 2017.
- Ninive 169. Verlag Singende Gemeinde, Wuppertal 2017.
- Chorbuch „Dein Segen leuchtet“. Verlag Singende Gemeinde, Wuppertal 2017.
- Ninive 171. Verlag Singende Gemeinde, Wuppertal 2018.
- Ninive 172. Verlag Singende Gemeinde, Wuppertal 2018.
- Ninive 173. Verlag Singende Gemeinde, Wuppertal 2018.
- Ninive 179. Verlag Singende Gemeinde, Wuppertal 2019.
- „Leuchtturm“ – Chorbuch „So viel Leben“. Verlag Singende Gemeinde, Wuppertal 2021.
- „Lebensgrund“ – Chorbuch „So viel Leben“. Verlag Singende Gemeinde, Wuppertal 2021.
- „Heilig unser Gott " / "Verleih uns Frieden“ – Chorbuch „So viel Leben“. Verlag Singende Gemeinde, Wuppertal 2021.

## CDs
- Philosoulophy: Ocean (EP). 2014
- Sternkind, Aufnahmeleitung. Verlag Singende Gemeinde, Wuppertal 2014.
- Quelle und Klang – Lieder für gemischte Chöre. Verlag Singende Gemeinde, Wuppertal 2015.
- Rev!lo (EP). 2015
- Ninive10: Die Liebe hört nicht auf. Verlag Singende Gemeinde, Wuppertal 2016.
- Dein Segen leuchtet – Segenslieder in Pop und Gospel. Verlag Singende Gemeinde, Wuppertal 2017.